# Vilikton Barannikov
Vilikton Innokent'evič Barannikov (in russo Виликтон Иннокентьевич Баранников?; Ulan-Udė, 4 luglio 1938 – Ulan-Udė, 29 novembre 2007) è stato un pugile sovietico, dal 1991 russo.

## Palmarès

### Olimpiadi
- 1 medaglia:
  - 1 argento (Tokyo 1964 nei pesi leggeri)

### Europei dilettanti
- 1 medaglia:
  - 1 oro (Berlino Est 1965 nei pesi leggeri)